# Вязовское муниципальное образование (Татищевский район)
Вязовское муниципальное образование — сельское поселение в Татищевском районе Саратовской области Российской Федерации.
Административный центр — село Вязовка.

## История
Статус и границы сельского поселения установлены Законом Саратовской области от 27 декабря 2004 года № 108-ЗСО «О муниципальных образованиях, входящих в состав Татищевского муниципального района».
Вязовское и Мизино-Лапшиновское муниципальные образования преобразованы путём их объединения в Вязовское муниципальное образование со статусом сельского поселения и с административным центром в селе Вязовка.

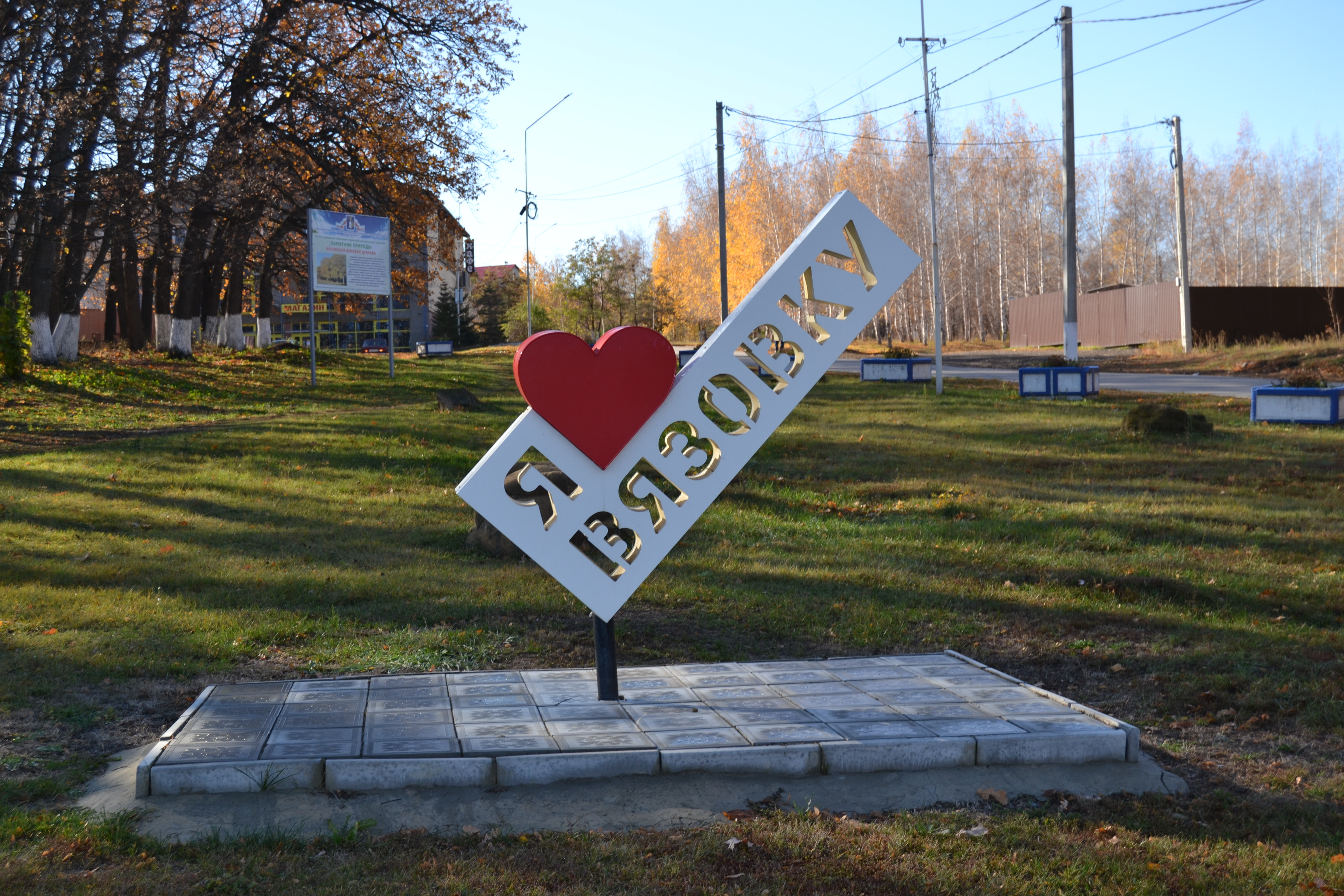
Я люблю Вязовку (Татищевский район)

## Население
| 2010  | 2011  | 2012  | 2013  | 2014  | 2015  | 2016  |
| ----- | ----- | ----- | ----- | ----- | ----- | ----- |
| 2725  | ↗2730 | ↗2800 | ↗2821 | ↗4993 | ↗5090 | ↗5212 |
| 2017  | 2018  | 2019  | 2020  | 2021  |       |       |
| ↗5214 | ↘5196 | ↘5106 | ↗5124 | ↘4985 |       |       |

## Состав сельского поселения
| №  | Населённый пункт  | Тип населённого пункта       | Население |
| -- | ----------------- | ---------------------------- | --------- |
| 1  | Агаревка          | село                         | 7         |
| 2  | Беседка           | хутор                        | 4         |
| 3  | Бурловино         | хутор                        | 1         |
| 4  | Вязовка           | село, административный центр | ↘2207     |
| 5  | Гартовка          | село                         | 0         |
| 6  | Губаревка         | деревня                      | 19        |
| 7  | Козий Лоб         | хутор                        | 1         |
| 8  | Корсаковка        | село                         | ↗270      |
| 9  | Кривопавловка     | деревня                      | 13        |
| 10 | Мизино-Лапшиновка | село                         | ↗1029     |
| 11 | Нееловка          | село                         | ↘317      |
| 12 | Первомайская      | деревня                      | 3         |
| 13 | Сокур             | село                         | ↘776      |
| 14 | Федуловка         | деревня                      | 2         |
| 15 | Хлебновка         | деревня                      | ↘157      |
| 16 | Ченыкаевка        | деревня                      | 12        |
| 17 | Шлыковка          | деревня                      | 15        |